# Tepebaşı (Eskişehir)

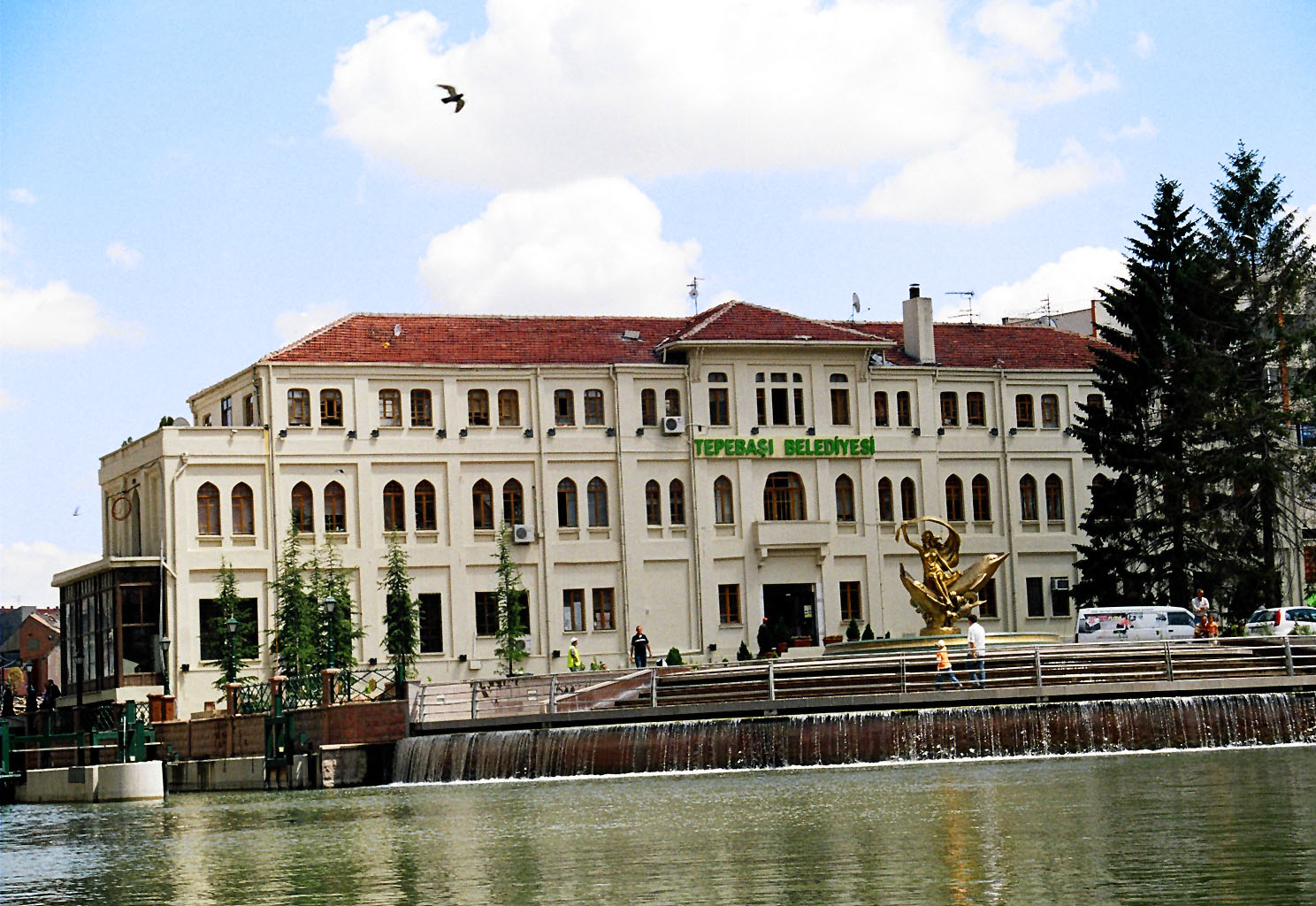
Tepebaşı

Tepebaşı ist eine Stadtgemeinde (Belediye) im gleichnamigen Ilçe (Landkreis) der Provinz Eskişehir in der türkischen Region Zentralanatolien und gleichzeitig ein Stadtbezirk der 1993 geschaffenen Büyükşehir Belediyesi Eskişehir (Großstadtgemeinde/Metropolprovinz). Tepebaşı ist seit der Gebietsreform ab 2013 flächen- und einwohnermäßig identisch mit dem Landkreis.
2008 wurde das Stadtgebiet von Eskişehir auf die beiden neugegründeten Ilçe Odunpazarı und eben Tepebaşı aufgeteilt. Die Stadt Eskişehir als Ganzes existierte danach nicht mehr und tauchte auch in den Statistiken (des TÜIK) nicht mehr auf.

## Geografie
Der Landkreis/Stadtbezirk liegt im Westen der Provinz und umfasst den nördlichen Teil der Provinzhauptstadt. Er grenzt im Nordwesten an die Provinz Bilecik, im Norden an Mihalgazi und Sarıcakaya, im Osten an Alpu, im Süden an Odunpazarı sowie im Westen an die Provinz Kütahya und an İnönü.

## Verwaltung
Durch das Gesetz Nr. 5757 wurde der hauptstädtische zentrale Landkreis (Merkez İlçe) 2008 in zwei gleich große Kreise geteilt: den südlicher gelegenen, etwas kleineren Landkreis Odunpazarı und eben den nördlicheren Kreis Tepebaşı. Aus dem aufgelösten zentralen Kreis kamen die Belediye Gündüzler sowie 40 Dörfer (Köy) zum neuen Kreis; 29 aus dem zentralen Bucak (Merkez Bucak) und alle elf Dörfer des Bucak Hekimdağ. Die Belediye Çukurhisar, Muttalip und Sakarıılıca wurden mit ihren Mahalle in die Kreisstadt Tepebaşı eingegliedert, lediglich Gündüzler konnte seine Selbständigkeit erhalten. Zudem wurde die Provinzhauptstadt Eskişehir geteilt, zur Stadt Tepebaşı kamen 53 der 97 Mahalle. Durch die Aufteilung der Stadt Eskişehir als Ganzes existierte diese danach nicht mehr und tauchte auch in den Statistiken (des TÜIK) nicht mehr auf.
Ab dem Jahr 2013 erfolgte die (zweite Stufe der) Verwaltungsreform, die sich bis zu den Lokalwahlen 2014 hinzog. Die zwei bestehende Mahalle der Belediye Gündüzler wurden zu einem Mahalle zusammengefasst, ebenso wurden alle 39 bestehenden Dörfer in Mahalle umgewandelt und in Tepebaşı eingegliedert, so dass schließlich nur noch die Stadt Tepebaşı im Kreis existierte, mit nun 91 Mahalles. Jedem Mahalle steht ein Muhtar als oberster Beamter vor.
Ende 2020 lebten durchschnittlich 4.080 Menschen in jedem Mahalle. Die bevölkerungsreichsten waren dabei Çamlıca Mah. (43.640), Şirintepe Mah. (38.462) und Batıkent Mah. (30.281).
Tepebasi pflegt fünf internationale Städtepartnerschaften, darunter auch mit dem Berliner Bezirk Treptow-Köpenick, die 2010 auf Initiative der Berliner Abgeordneten Dilek Kolat (SPD) und Özcan Mutlu (Bündnis 90/Die Grünen) zustande kam. 

## Verkehr
Durch den Landkreis verlaufen zwei Straßen, die E 90, die von Çanakkale über Bursa kommt und weiter über Ankara und Adana bis zur irakischen Grenze führt, sowie die D-230, die Eskişehir nach Westen mit der Fernstraße D-650 verbindet. Im Norden liegen die Ebene Eskişehir Ovası und Teile des Gebirges Sündiken Dağları. Der Fluss Porsuk Çayı, der durch die Hauptstadt fließt, bildet etwa die Südgrenze zu Odunpazarı und ist im Südwesten zum See Porsuk Barajı aufgestaut, von dem ein Teil im Landkreis Tepebaşı liegt. Nordwestlich von Eskişehir liegen zwei kleinere Seen, der Keskin Göleti und der Borabey Gölü, der von der Anadolu Üniversitesi für Wassersportaktivitäten genutzt wird.
Durch Tepebaşı führt die Strecke der Anatolischen Eisenbahn von Istanbul-Haydarpaşa nach Ankara. Im Norden und Nordwesten der Hauptstadt liegen der zivile Flughafen Eskişehir-Anadolu (türkisch Eskişehir Anadolu Havaalanı) und der militärische Flughafen Eskişehir (Eskişehir Havaalanı).

## Sehenswürdigkeiten
Das „Zübeyde Hanım-Kulturzentrum“ war früher die armenische Hl.-Dreieinigkeits-Kirche aus den 1650er Jahren.

## Partnerstädte
Tepebasi unterhält mit folgenden Städten internationale Partnerschaften:
- Havanna, Municipio Boyeros, seit 2002[5]
- Umeå, Schweden[6]
- Berlin-Treptow/Köpenick, seit 2010[7]
- Constanța, Rumänien, seit 2013[8]
- Cumaná (Sucre), seit 2016[9]

Zudem bestehen mit einigen türkischen Städten (Belediye) Partnerschaften:
- Avyalık, (Balıkesir), seit 2011[10]
- Mahmudiye Belediyesi, (Eskisehir), seit 2014[11]
- Muratpaşa Belediyesi, (Antalya), seit 2014[12]
- Sultandağı Belediyesi, (Afyonkarahisar), seit 2014[13]
- Evciler Belediyesi, (Afyonkarahisar), seit 2014[14]